# Athis inca
Athis inca là một loài bướm đêm thuộc họ Castniidae. Loài này có ở México tới Costa Rica.

## Phụ loài
- Athis inca inca (Honduras)
- Athis inca briareus (Houlbert, 1917) (Mexico)
- Athis inca dincadu (Miller, 1972) (Panama)
- Athis inca orizabensis (Strand, 1913) (Mexico (Veracruz))

## Hình ảnh

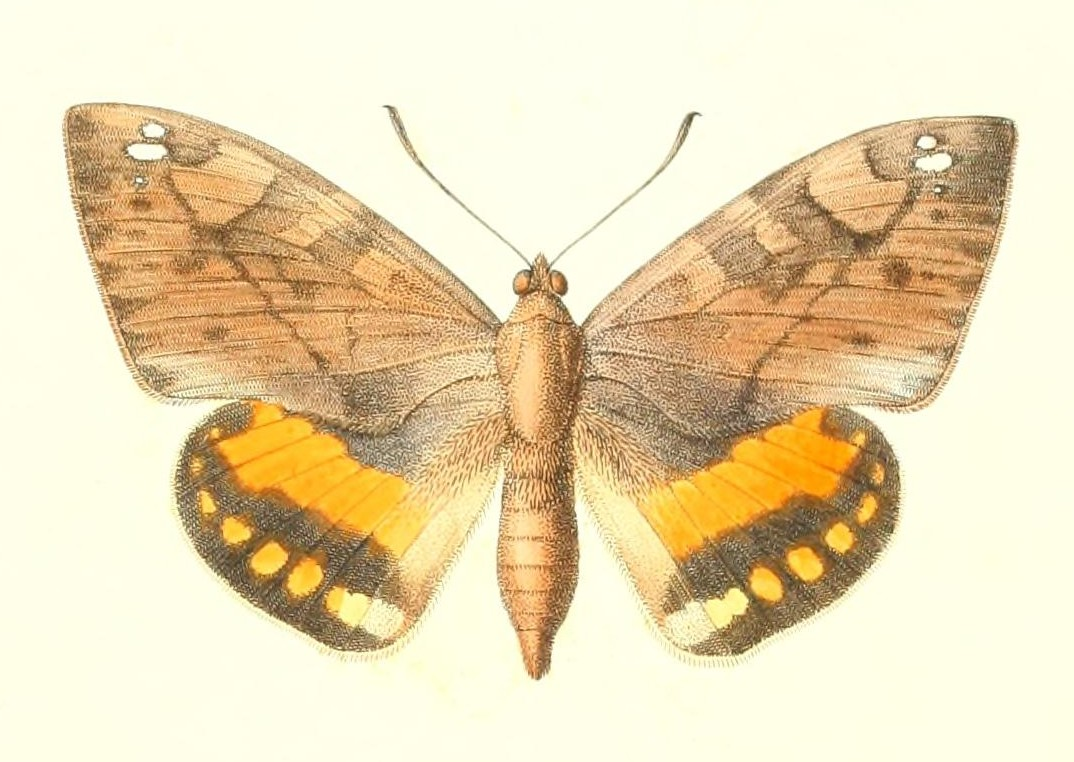